# Avenida La Rábida
La avenida La Rábida es una arteria vial del casco histórico de la ciudad de Buenos Aires, Argentina. Recibe su nombre del monasterio donde, previo al primer viaje de Colón a América, éste encontró refugio espiritual para realizar su gesta.

## Ubicación
Se encuentra detrás de la Casa Rosada bordeando el Parque Colón, dentro de Monserrat, sirviendo de límite con el barrio de San Nicolás.
A pesar de tener pocos metros de recorrido, es una de las avenidas más transitadas del microcentro porteño, uniendo las avenidas Paseo Colón y Leandro N. Alem.

## Características
Es una avenida de doble mano de trayectoria semicircular.
En 2007 fue ensanchada, en el plan de recuperación de los alrededores de la Casa Rosada.